# Рачиці (Свентокшиське воєводство)
Рачиці (пол. Raczyce) — село в Польщі, у гміні Ґнойно Буського повіту Свентокшиського воєводства.
Населення — 344 особи (2011).
У 1975-1998 роках село належало до Келецького воєводства.

## Демографія
Демографічна структура на день 31 березня 2011 року:
|          | Загалом | Допрацездатний вік | Працездатний вік | Постпрацездатний вік |
| -------- | ------- | ------------------ | ---------------- | -------------------- |
| Чоловіки | 172     | 30                 | 110              | 32                   |
| Жінки    | 172     | 35                 | 91               | 46                   |
| Разом    | 344     | 65                 | 201              | 78                   |